# Jeronim Lipovčić
Jeronim Lipovčić ili Jeronim Lipovčević Požežanin (lat. Hieronymus Lipovcsevich) (Požega, 28. listopada 1716. – Požega, 30. lipnja 1766.) je bio franjevački redovnik, filozof i bogoslov. Pisao je na latinskom i na hrvatskom jeziku.
Rodio se u Požegi 1716. godine.
Predavao je bogoslovlje i filozofiju u Baji i Budimu. U tim gradovima je objavio svoja filozofska djela na latinskom, terazije i rasprave, a djela na hrvatskom je objavio u Budimu i Osijeku.
Pripadao je franjevačkoj redodržavi Bosni Srebrenoj.
1766. je postao franjevačkim provincijalom u Požegi, gdje je stolovao, a nakon manje od godine dana je umro.

## Djela
Djela na hrvatskom:
- Dussu csuvaiuche pohogjenje, Budim, 1750.
- Stazica duhovna, Osijek, 1767.
- Treći sad iliti iztumacsenje trechega reda, Budim, 1769.